# Gyógyászati sült csirke (South Park)
A Gyógyászati sült csirke (Medicinal Fried Chicken) a South Park című amerikai animációs sorozat 189. része (a 14. évad 3. epizódja). Elsőként 2010. március 31-én sugározták az Egyesült Államokban a Comedy Central műsorán. Magyarországon 2010. október 19-én került adásba, szintén a Comedy Central-on. Az epizód cselekménye szerint a South Park-i Kentucky Fried Chicken étterem helyén egy gyógyászati célból marihuánát árusító üzlet nyílik, emiatt Eric Cartman alvilági ügyekbe keveredik, hogy sült csirkéhez jusson. Randy Marsh pedig – hogy marihuánához jusson – szándékosan hererákot okoz magának, amelytől a heréi groteszk méretűre duzzadnak.

## Cselekmény
|  | Alább a cselekmény részletei következnek! |

Coloradóban az új állami törvények értelmében az alacsony jövedelmű környékeken bezáratják a Kentucky Fried Chicken gyorséttermeket, Eric Cartman legnagyobb bánatára, aki az ott kapható ételek függőjévé vált. A KFC helyén egy gyógyászati marihuána üzlet nyílik, ezért Randy Marsh – hogy orvosa receptre marihuánát írjon fel neki és vásárolhasson az üzletben – úgy dönt, egy mikrohullámú sütő segítségével hererákot okoz magának. Terve beválik, heréi akkorára duzzadnak, hogy talicskával kénytelen tolni őket, majd pedig rájuk ülve ugrálólabdaként közlekedik velük. Randy rendszeres marihuánafogyasztóvá válik és mikor felfedezi, hogy a nők sokkal jobban vonzódnak hozzá a groteszk méretű heréi miatt, barátait is arra biztatja, kövessék példáját. A helyi doktor, akinek nincs tudomása a hererákos esetek valódi okairól, azt gyanítja, hogy a megbetegedések növekvő száma mögött valamilyen közelmúltban lezajlott társadalmi változás állhat.
Eközben Cartman a feketepiacon próbál sültcsirkét beszerezni egy Billy Miller nevű fiútól. Cartman üzleti rátermettségét és könyörtelenségét látva Billy őt küldi el Corbinba, hogy személyesen Sanders ezredessel tárgyaljon az újabb szállítmány beszerzéséről. Cartmant egy Tommy nevű fiú is elkíséri a tárgyalásra, akiről kiderül, hogy valójában az egészséges ételekért kampányoló Jamie Oliver informátora, ezért az ezredes emberei kivégzik – kötéllel a nyakában kilökik egy helikopterből, a Sebhelyesarcú című film egyik jelenetéhez hasonlóan. Cartman elnyeri az ezredes bizalmát, aki azonban figyelmezteti: soha ne próbálja meg átverni őt. Miután Cartman elárulja és félreállítja korábbi alkalmazóját, Billyt – elmondja Billy anyjának, hogy fia egyest kapott egy dolgozatára – ő veszi át a kartell feletti hatalmat. Az ezredes arra utasítja Cartmant, hogy végezzen Jamie Oliverrel, aki hamarosan beszédet tart az ENSZ előtt, de Cartman figyelmen kívül hagyja az ezredes szavait és felhabzsolja saját sültcsirke-készleteit és veszélybe sodorja az akciót. A feldühödött ezredes a helyszínre küldi embereit, hogy végezzenek Cartmannel, a bérgyilkosok és a rendőrség között tűzharc tör ki, melyben Billy anyja is meghal, de Cartman sértetlenül elmenekül a helyszínről.
Randy heréi akkorára duzzadnak, hogy nem fér be a marihuánát árusító üzlet ajtaján, ezért társaival tüntetni kezdenek a nagyobb ajtókért. Az üzlet tulajdonosa azt javasolja, hogy inkább legalizálják a marihuánát, hiszen az emberek így is visszaélnek az egészségügyi rendszer nyújtotta lehetőségekkel. A helyi orvos azonban bejelenti, hogy a hererákosesetek elszaporodásáért valamiféleképpen a KFC éttermek bezárása volt felelős, ezért Coloradóban ismét betiltják a marihuánát és ismét megnyitják a gyorséttermeket. Randy mesterséges heréket kap, a korábban hatalmasra nőtt és most eltávolított herezacskójából pedig kabátot készíttet feleségének, Sharonnak.

## Produkció
Az epizód, amelyet Trey Parker írt és rendezett, az USA-ban TV-MA L besorolást kapott. A Gyógyászati sült csirkét elsőként akkor sugározták le, amikor Coloradóban felül kívánták vizsgálni az orvosi célból forgalomba hozott marihuánára vonatkozó törvényeket, illetve szigorították a gyorséttermek működését. Az epizód végkifejlete mindkét törvény ellen szót emel, arra hivatkozva, hogy az emberek életstílusbeli döntéseinek korlátozása eredménytelen, valamint elkerülhetetlenül a feketepiac megerősödéséhez vezet.

## Kulturális utalások
Cartman alvilági ténykedéseinek bemutatására erős hatást gyakorolt az 1983-as A sebhelyesarcú című bűnügyi film; Cartman a főszereplőre, Tony Montanára emlékeztet, míg a KFC alapítója, Sanders ezredes személyesíti meg a film negatív főszereplőjét, Alejandro Sosát. Az epizód során több vicc elhangzik XVI. Benedek pápával és a római katolikus egyházat az epizód bemutatása idején érintő gyermekmolesztálási botrányokkal kapcsolatban. Az alapötlet, mely szerint egy korábbi KFC étterem marihuánát árusító üzletté válik, egy tényleges Los Angeles-i eseten alapul.

## Kritikai fogadtatás
A Gyógyászati sült csirke összességében pozitív kritikákat kapott, mely során a kritikusok dicsérték mind az epizód társadalmi üzenetét, mind a benne szereplő gyermeteg vicceket. A Nielsen Media Research adatai szerint az eredeti sugárzást 2,99 millióan látták az USA-ban, ezzel az epizód az egyik legsikeresebb kábeltelevíziós műsor volt a bemutató hetében. Noha a KFC szóvivője visszafogottan reagált az epizódra, a KFC szülővárosának, Corbinnak a vezetősége üdvözölte városuk megjelenését a sorozatban.

## Fordítás
- Ez a szócikk részben vagy egészben  a   Medicinal Fried Chicken című angol Wikipédia-szócikk fordításán alapul.  Az eredeti cikk szerkesztőit annak laptörténete sorolja fel. Ez a jelzés csupán a megfogalmazás eredetét és a szerzői jogokat jelzi, nem szolgál a cikkben szereplő információk forrásmegjelöléseként.